# WiiWare
WiiWare was een dienst op de Nintendo Wii en Nintendo Wii U waarmee gebruikers tegen Wii-punten computerspellen kunnen downloaden. WiiWare stelde ontwikkelaars in staat om kleine creatieve spellen uit te geven. De dienst kwam beschikbaar op 25 maart 2008 in Noord-Amerika en 12 mei 2008 in Europa en 19 mei 2008 op Australië. De meeste spellen waren alleen via WiiWare te verkrijgen.
WiiWare is per 31 januari 2019 beëindigd. 